# Andrea Roth
Andrea Roth (Woodstock, 30 settembre 1967) è un'attrice canadese.
È conosciuta principalmente per il ruolo di Janet Gavin, la moglie del protagonista Tommy Gavin nella serie televisiva Rescue Me (2004-2011).

## Biografia
Nata da padre scozzese e madre olandese, debutta nel film canadese horror Il Club, diretto da Brenton Spencer. Appare in numerose serie televisive e film per la TV prima di arrivare al ruolo i protagonista in Rescue Me.
È apparsa anche nel film di azione di Jet Li Rogue - Il solitario del 2007. Inoltre è apparsa come ospite in varie serie come Blue Bloods e Ringer.
Il 29 marzo 2010, Roth ha avuto una figlia dal fidanzato Todd Biermann. Roth e Biermann si sono sposati il 7 ottobre 2011.

## Filmografia

### Attrice

#### Cinema
- The Jitters, regia di John Fasano (1989)
- Un giorno di felicità (Princes in Exile), regia di Giles Walker (1990)
- Psychic - Lezioni di morte (Psychic), regia di George Mihalka (1991)
- Alla radice del male (Seedpeople), regia di Peter Manoogian (1992)
- The Club - Rito di sangue (The Club), regia di Brenton Spencer (1994)
- Verso il sole (The Sunchaser), regia di Michael Cimino (1996)
- Crossworlds - Dimensioni incrociate (Crossworlds), regia di Krishna Rao (1996)
- Red Meat, regia di Allison Burnett (1997)
- Morte alla Casa Bianca (Executive Power), regia di David L. Corley (1997)
- Burn, regia di Scott Storm (1998)
- Il mistero del floppy disk (Hidden Agenda), regia di Iain Paterson (1999)
- Dangerous Attraction, regia di Penelope Buitenhuis (2000)
- The Stepdaughter, regia di Peter Liapis (2000)
- The Untold, regia di Jonas Quastel (2002)
- Highwaymen - I banditi della strada (Highwaymen), regia di Robert Harmon (2004)
- Rogue - Il solitario (War), regia di Philip G. Atwell (2007)
- The Skeptic - La casa maledetta (The Skeptic), regia di Tennyson Bardwell (2009)
- The Collector, regia di Marcus Dunstan (2009)
- L'isola della paura (Courage), regia di George Erschbamer (2009)
- South, regia di D. J. Viola – cortometraggio (2011)
- Time Out of Mind, regia di Addie Manis – cortometraggio (2013)
- Dark Places - Nei luoghi oscuri (Dark Places), regia di Gilles Paquet-Brenner (2015)
- Goliath, regia di Luke Villemaire (2019)

#### Televisione
- Alfred Hitchcock presenta (Alfred Hitchcock Presents) - serie TV, 1 episodio (1988)
- Night Heat - serie TV, 1 episodio (1988)
- C.B.C.'s Magic Hour - serie TV, 1 episodio (1989)
- Venerdì 13 - serie TV, 1 episodio (1990)
- I viaggiatori delle tenebre - serie TV, 1 episodio (1990)
- Il mio amico Ultraman - serie TV, 2 episodi (1990-1991)
- Poliziotto a 4 zampe - serie TV, 1 episodio (1992)
- Belle e pericolose - serie TV, 1 episodio (1992)
- Parker Lewis - serie TV, 1 episodio (1992)
- The Good Fight (1992) - film TV
- E.N.G. - Presa diretta - serie TV, 5 episodi (1992-1993)
- Secret Service - serie TV, 1 episodio (1993)
- Counterstrike - serie TV, 1 episodio (1993)
- La signora in giallo (Murder, She Wrote) – serie TV, 1 episodio (1993)
- Sweating Bullets - serie TV, 1 episodio (1993)
- Highlander - serie TV, 1 episodio (1993)
- Forever Knight – serie TV, 2 episodi (1993-1994)
- Dead at 21 - serie TV, 1 episodio (1994)
- Robocop - serie TV, 23 episodi (1994)
- Spoils of War (1994) - film TV
- A Change of Place (1994) - film TV
- A Woman of Independent Means - miniserie TV (1995)
- Oltre i limiti (The Outer Limits) - serie TV, 1 episodio (1996)
- Desert Breeze (1996) - film TV
- Players - serie TV, 1 episodio (1997)
- Divided by Hate (1997) - film TV
- Jarod il camaleonte - serie TV, 1 episodio (1998)
- Nash Bridges - serie TV, 1 episodio (1999)
- Bull - serie TV 4 episodi (2000)
- Un detective in corsia (Diagnonis: Murder) - serie TV, 1 episodio (2000)
- The Fearing Mind - serie TV, 1 episodio (2000)
- Personally Yours (2000) - film TV
- The Agency - serie TV, 2 episodi (2001)
- Pianeta Terra - Cronaca di un'invasione - serie TV, 1 episodio (2002)
- All Around the Town (2002) - film TV
- Lucky - serie TV, 1 episodio (2003)
- Miracles - serie TV, 1 episodio (2003)
- CSI - Scena del crimine (CSI: Crime Scene Investigation) - serie TV, 3 episodi (2003-2004)
- The Perfect Husband: The Laci Peterson Story (2004) - film TV
- Rescue Me - serie TV, 93 episodi (2004-2011)
- Law & Order - I due volti della giustizia (Law & Order) - serie TV, 1 episodio (2005)
- CSI: Miami - serie TV, 1 episodio (2005)
- Chasing Christmas (2005) - film TV
- Crazy for Christmas (2005) - film TV
- The Time Tunnel (2006) - film TV
- Last Exit, regia di John Fawcett (2006) - film TV
- Numb3rs - serie TV, 1 episodio (2007)
- Criminal Minds - serie TV, 1 episodio (2008)
- Lost - serie TV, 1 episodio (2008)
- A.A.A. cercasi marito (2008) - film TV
- The Secret Lives of Second Wives – film TV (2008)
- Dark Blue - serie TV, 1 episodio (2009)
- Blue Bloods – serie TV, 5 episodi (2010)
- Law & Order: Criminal Intent - serie TV, 1 episodio (2011)
- Frammenti di follia (2011) - film TV
- Stay with Me (2011) - film TV
- Ringer - serie TV, 9 episodi (2012)
- NCIS: Los Angeles - serie TV, 1 episodio (2013)
- Forever 16 (2013) - film TV
- Ascension - miniserie TV (2014)
- Rogue – serie TV, 10 episodi (2014)
- Castle - serie TV, episodio 8x07 (2015)
- Cloak & Dagger – serie TV (2018)
- Fuga dalla setta (2018) - film TV

### Produttrice

#### Cinema
- The Stepdaughter (2000), direct-to-video
- Dark Places (2015)

## Doppiatrici italiane
Nelle versioni in italiano delle opere in cui ha recitato, Andrea Roth è stata doppiata da:
- Francesca Fiorentini in Dark Places - Nei luoghi oscuri, Law & Order - I due volti della giustizia
- Laura Boccanera in CSI: Miami
- Alessandra Korompay in Criminal Minds
- Emanuela Rossi in Lost
- Sabrina Duranti in Blue Bloods
- Olivia Manescalchi in Law & Order - Criminal Intent
- Paola Majano in Rescue Me
- Irene Di Valmo in Rogue - Il solitario
- Antonella Rinaldi in Robocop (prima voce)
- Chiara Colizzi in Robocop (seconda voce)
- Antonella Alessandro in CSI - Scena del Crimine
- Barbara De Bortoli in NCIS - Los Angeles
- Cinzia De Carolis in Castle